# Morsdalsfjorden
Morsdalsfjorden er en fjord i Gildeskål kommune i Nordland fylke i Norge. Den ligger på sydvestsiden af Sandhornøya. Fjorden har indløb mellem Mosken i nord og Sundsodden i syd og går 13 kilometer mod sydøst til Breidvika sydøst for Sandhornøya.
Der ligger enkelte gårde på begge sider af fjorden, men  dele af vestsiden har vejforbindelse. Ved Kvarsnes helt mod syd på Sandhornøya går Sundsfjorden mod syd til bebyggelsen med samme navn. Nordøst for Kvarsnes går Holmsundfjorden nordover langs sydøstsiden af Sandhornøya. 
Fylkesvej 17 går langs de inderste dele af fjorden på fastlandet.